# Muralles del Caire

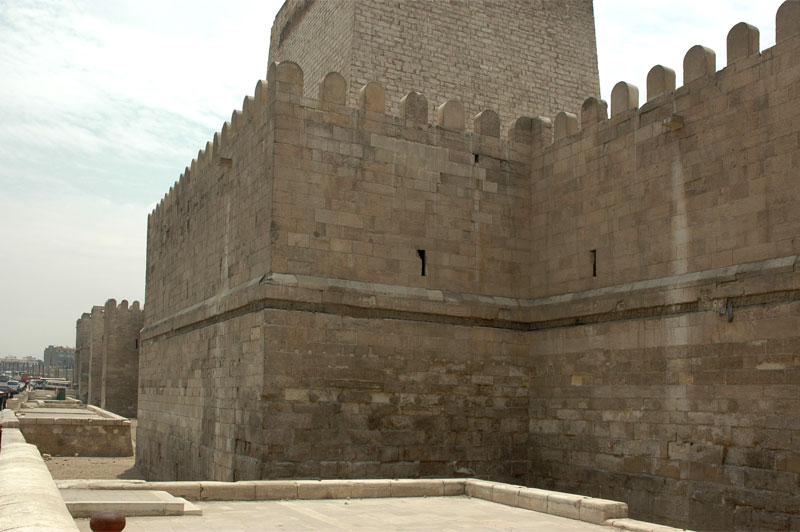
Muralla fatimita del Caire, entre les portes de Bab al-Futuh i Bab al-Nasr

Les importants restes de les muralles del Caire envolten aquesta ciutat i es troben en diversos sectors. Formen part del conjunt arquitectònic conegut com el Caire històric, declarat Patrimoni de la Humanitat per la UNESCO. Els diferents trams i elements han estat inclosos en el catàleg de monuments islàmics gestionat pel Consell Suprem d'Antiguitats.

## Babilònia del Caire

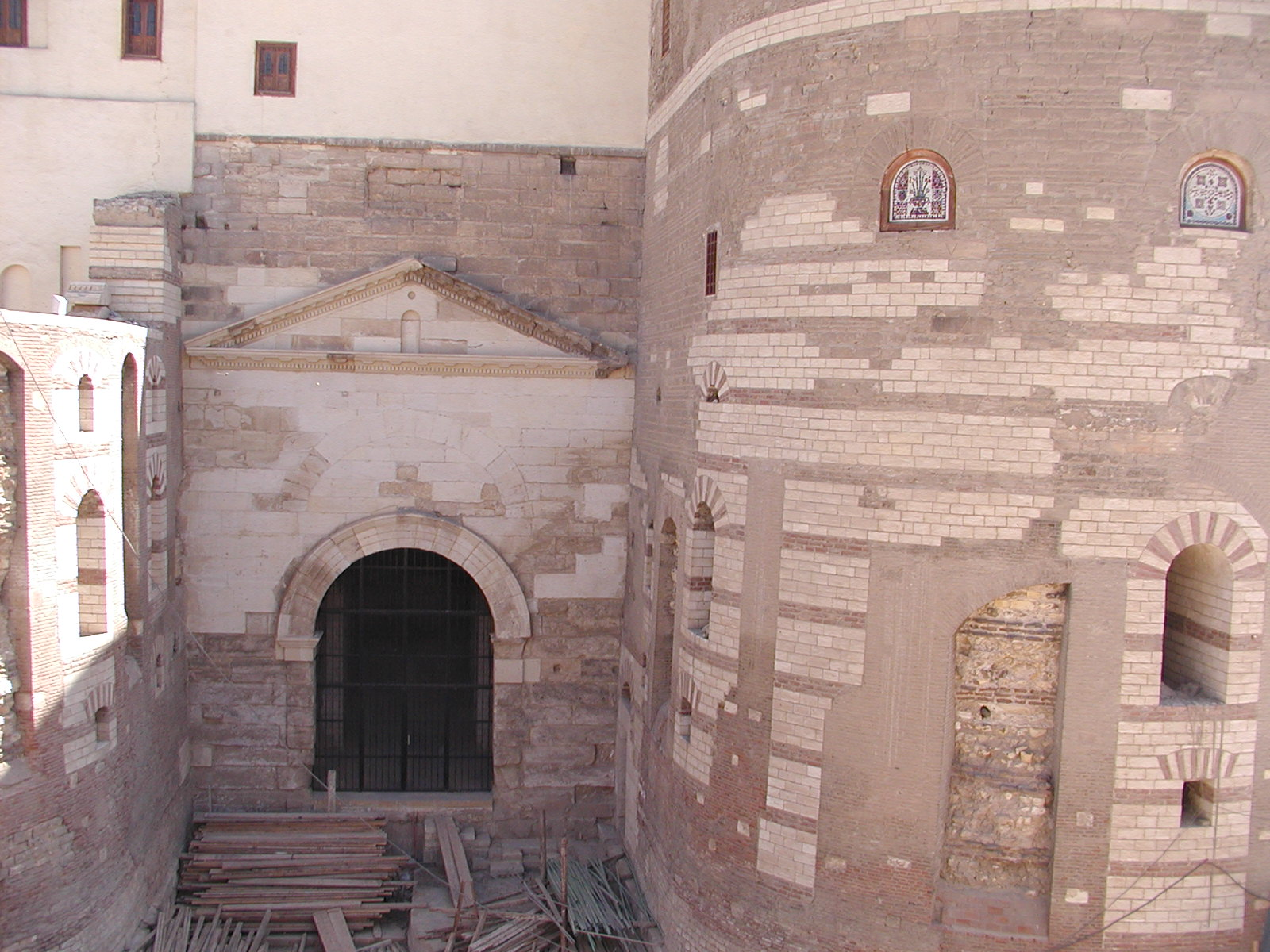
Fortalesa de Babilònia del Caire

Situat al lloc conegut com el Caire Vell, al sud de l'actual centre històric i on els àrabs van fundar la seva primera ciutat després de la conquesta: al-Fustat, el 642. En aquest lloc, encara hi ha importants restes d'una fortalesa d'origen romà, concretament de l'època de Trajà. Es va utilitzar en època romana d'Orient fins a la conquesta islàmica i va formar part de les defenses d'al-Fustat. Aquesta ciutat era tancada per una muralla de tova a llevant, nord i sud; a ponent limitava amb el Nil.

## Muralla fatimita

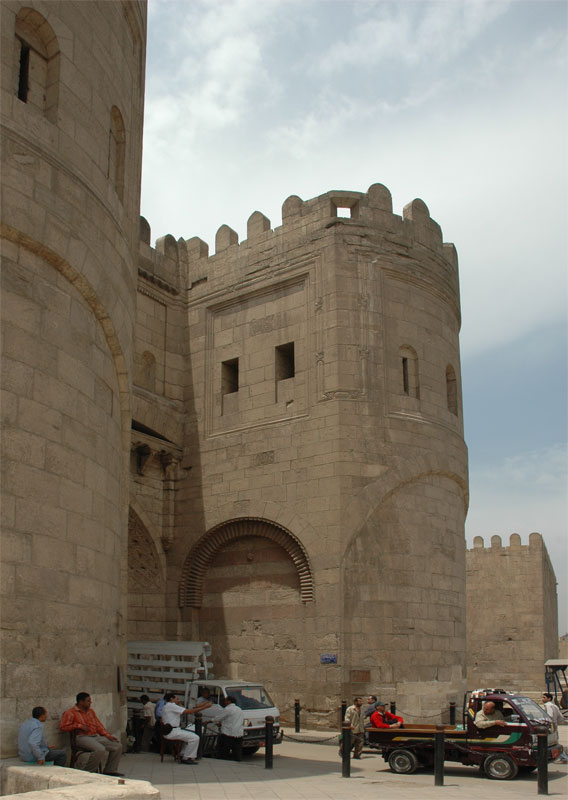
Bab al-Futuh

Els fatimites van fundar una nova ciutat més al nord: al-Qahira. Jàwhar as-Siqil·lí, el militar que va fer realitat la conquesta sota les ordres d'Al-Muïzz, fou el seu fundador. Tradicionalment, hom considera que fou el mateix Jàwhar qui va marcar sobre el terreny el perímetre de la ciutat, on en poc temps s'hi va aixecar un recinte de muralla de tova, és a dir, amb peces de fang assecades al sol. Aquella muralla, del 969, era de planta sensiblement rectangular, aproximadament orientada al nord i amb una superfície tancada de 136 ha. Era de construcció força dèbil; un viatger de l'època va dir que el 1050 ja havia desaparegut.

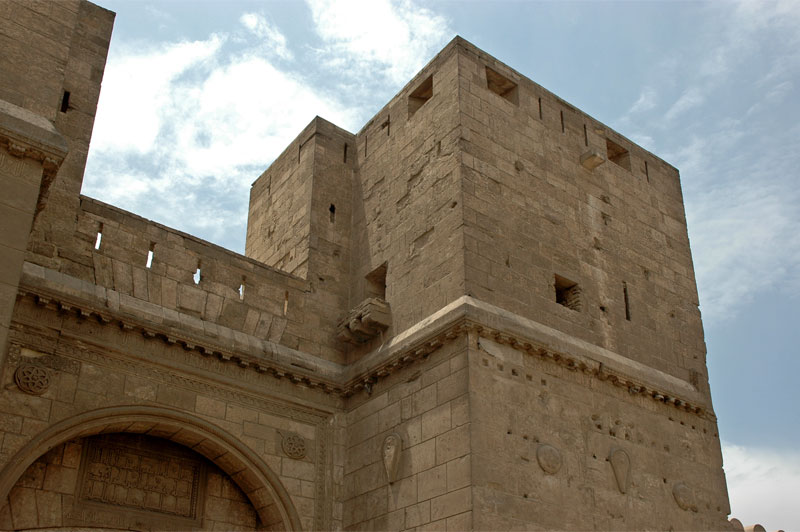
Bab al-Nasr

Entre 1087 i 1092, el visir Badr al-Jamalí es va encarregar de refer les muralles, ampliant-ne sensiblement el perímetre. D'aquesta construcció, es conserven alguns llenços, especialment entre les portes de Bab al-Futuh i Bab al-Nasr, a tocar de la mesquita d'Al-Hàkim. La primera porta (1087) es troba entre dues torres de planta circular a la seva part exterior; Bab al-Nasr (porta de la Victòria) es troba entre torres de planta quadrada. És de la mateixa època.
Al costat sud del recinte, es troba Bab Zuwayla, similar a Bab al-Futuh per les seves torres circulars. En aquest cas, aquestes defenses serveixen de base de dos minarets de la mesquita d'Al-Muàyyad (1420).

## Muralla aiúbida

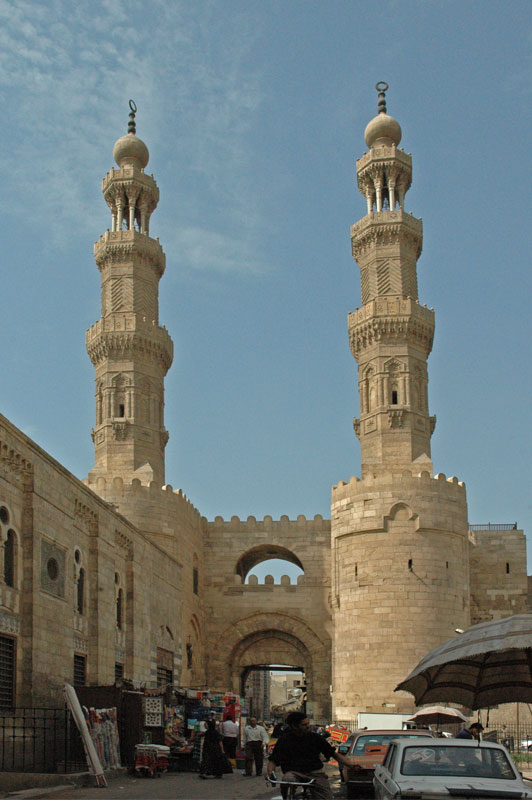
Bab Zuwayla

Saladí, el fundador de la dinastia aiúbida, va fer importants obres de defensa en la ciutadella i la va unir amb una muralla a la ciutat fatimita d'al-Qahira. Des de la mateixa ciutadella, va iniciar la construcció d'un llarg llenç de muralla que havia d'arribar fins a la primitiva ciutat d'al-Fustat, encara en apogeu malgrat que la cort ja no hi era des de molt abans. Possiblement, aquesta muralla no es va acabar mai. Es conserven restes importants de les construccions d'aquesta època.